# Peter W. Galbraith

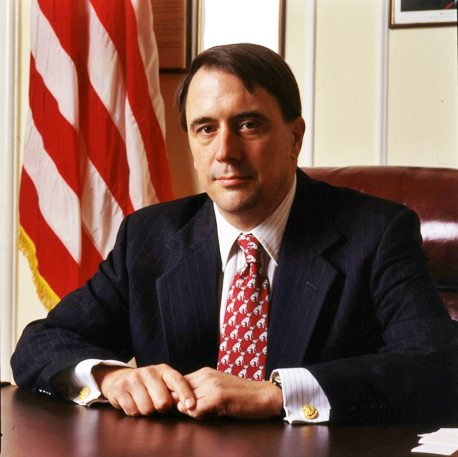
Peter W. Galbraith

Peter Woodard Galbraith (* 31. Dezember 1950 in Boston, Massachusetts) ist ein ehemaliger Diplomat der USA, Beamter, Professor und Schriftsteller. Er ist der Sohn von John Kenneth Galbraith und Catherine Merriam Atwater. Galbraith hat Abschlüsse an der Harvard University, der Universität Oxford und der Georgetown University.

## Karriere
Galbraith war von 1979 bis 1993 Mitarbeiter des Außenpolitischen Ausschusses des US-Senats. Dort schrieb er Berichte über den Irak. Sein Augenmerk galt dabei Kurdistan. Im Jahr 1987 entdeckte er Saddam Husseins systematische Zerstörung kurdischer Dörfer. Ein Jahr später schrieb er dazu den Gesetzesentwurf „Prevention of Genocide Act of 1988“ (Verhütung von Völkermord von 1988). Dadurch wären umfassende Sanktionen gegen den Irak wegen der Vergasung der Kurden verhängt worden. Der Gesetzentwurf wurde einstimmig im Senat verabschiedet, aber vom Kabinett Reagan als „verfrüht“ bezeichnet und nicht angenommen.
Im Jahr 1993 wurde Galbraith von US-Präsident Bill Clinton als erster Botschafter der Vereinigten Staaten nach Kroatien geschickt. Im Jahr 1995 war er Co-Mediator und einer der wichtigsten Architekten des Abkommen von Erdut. Damit wurde das von Serben bewohnte Ostslawonien wieder unter kroatische Kontrolle gestellt. Im Januar 1998 folgte ihm William Dale Montgomery.
Von 2000 bis 2001 diente er den UN in Osttimor als Minister für politische Angelegenheiten der I. Übergangsregierung unter der Übergangsverwaltung der Vereinten Nationen für Osttimor (UNTAET). Er war Verhandlungsführer von Osttimor für Seegrenzen mit Australien und verantwortlich für zwei Vereinbarungen, unter anderem den Timor Sea Treaty von 2002.
Galbraith war im Jahr 1999 sowie zwischen 2001 und 2003 Professor der National Security Strategy (NSS) am National War College (NWC), einem Institut der National Defense University der US-Streitkräfte in der Theodore Roosevelt Hall in Fort Lesley J. McNair, Washington, D.C., dem ältesten aktiven Stützpunkt der US-Armee.
Galbraith war politisch unbequem und plädierte vor allem für die Unabhängigkeit Kurdistans. 2003 quittierte er nach 24 Jahren seinen Dienst bei der US-Regierung, weil er sich nicht konform mit der US-Irak-Politik der Bush-Regierung zeigte und man Galbraith einen Mundkorb verpassen wollte. 2006 erschien sein Buch The End of Iraq: How American Incompetence Created a War Without End. Darin plädiert Galbraith für eine Teilung des Irak in eigenständige Gebiete für Kurden, Schiiten und Sunniten.
Das norwegische Börsenblatt Dagens Næringsliv berichtete am 10. Oktober 2009 über geheime Eigentumsinteressen von Galbraith an kurdischen Ölfeldern. Galbraiths Unternehmen, Porcupine LP, hatte ein "Vertragsverhältnis" mit der norwegischen Ölgesellschaft DNO International, was wiederum eine 55%ige Beteiligung am irakischen Tawke Öl-Megaprojekt in Kurdistan hat.

### Politik
Am 17. Januar 2008 äußerte sich Galbraith zu einer eventuellen Kandidatur für das Amt des Gouverneurs von Vermont als Kandidat der Demokraten. Am 13. Mai 2008 distanzierte er sich von diesen Plänen wieder.

### Afghanistan
Galbraith wurde am 25. März 2009 zum „stellvertretenden UN-Sonderbeauftragten für Afghanistan“ ernannt und stand der Unterstützungsmission der Vereinten Nationen in Afghanistan als Vize vor. Am 15. September 2009 wurde Galbraith auf Ersuchen des VN-Sonderbeauftragten für Afghanistan, Kai Eide, nach einem Streit über die Behandlung der gemeldeten Betrugsfälle bei der Präsidentschaftswahl in Afghanistan 2009 seines Postens enthoben.
Als Reaktion auf seine Entlassung sagte Galbraith der Times: „I was not prepared to be complicit in a cover-up or in an effort to downplay the fraud that took place. I felt we had to face squarely the fraud that took place. Kai downplayed the fraud.“

## Bücher
- Galbraith, Peter (2006), The End of Iraq: How American Incompetence Created a War without End; Simon and Schuster. ISBN 0743294238
- Galbraith, Peter W. (2008), Unintended Consequences: How War in Iraq Strengthened America's Enemies; Simon & Schuster. ISBN 1416562257